# Thomas Middleditch
Thomas Middleditch (Nelson, 10 de março de 1982) é um ator, dublador, comediante e roteirista canadense. Ele é mais conhecido por seu papel principal na telessérie de comédia Silicon Valley, que lhe rendeu uma indicação ao Emmy por melhor ator numa série de comédia.

## Vida pessoal
Thomas nasceu e foi criado em Nelson, Colúmbia Britânica, no Canadá. Seus pais são britânicos. Agnóstico, acreditava em uma "religião cristã clássica" quando jovem. Middeditch studou na Universidade de Victoria antes de se mudar para Toronto. Durante a faculdade, escrevia seus próprios textos e trabalhava numa loja de sapatos, com o objetivo de migrar para os Estados Unidos.
Casou-se em agosto de 2015 com a figurinista Mollie Gates, com quem se relacionava desde 2012.

## Filmografia

### Cinema
| Ano  | Título                          | Personagem                           | Nota           |
| ---- | ------------------------------- | ------------------------------------ | -------------- |
| 2009 | The Rebound                     | Maverick                             |                |
| 2009 | Splinterheads                   | Justin Frost                         |                |
| 2010 | The Other Guys                  | Curador (artes)                      |                |
| 2010 | Night Home                      | James                                | Curta-metragem |
| 2011 | Certainty                       | Game Guy                             |                |
| 2011 | Michel Jean-Michel: Overexposed | Michel Jean-Michel                   | Curta-metragem |
| 2012 | Being Flynn                     | Richard                              |                |
| 2012 | The Campaign                    | Travis                               |                |
| 2012 | The Brass Teapot                | Gilad                                |                |
| 2012 | Fun Size                        | Manuel Fuzzy                         |                |
| 2013 | The Kings of Summer             | Rookie Cop                           |                |
| 2013 | O Lobo de Wall Street           | Stratton Broker de gravata borboleta |                |
| 2014 | Someone Marry Barry             | Kurt                                 |                |
| 2014 | Search Party                    | Daniel "Nardo" Narducci              |                |
| 2015 | SMILF                           | Dan                                  | Curta-metragem |
| 2015 | The Bronze                      | Ben Lawfort                          |                |
| 2015 | The Final Girls                 | Duncan                               |                |
| 2016 | Henchmen                        | Lester                               | Voz            |
| 2016 | Going Under                     |                                      |                |
| 2016 | Joshy                           | Josh                                 |                |
| 2018 | Replicas                        | Ed Whittle                           |                |
| 2019 | Zombieland: Double Tap          | Flagstaff                            |                |

### Televisão
| Ano           | Título                      | Personagem                   | Nota             |
| ------------- | --------------------------- | ---------------------------- | ---------------- |
| 2010          | Robotomy                    | Vozes adicionais             | 1 episódio       |
| 2011          | Ugly Americans              | Vozes adicionais             | 1 episódio       |
| 2011          | Beavis and Butt-Head        | Vozes adicionais             | 7 episódios      |
| 2011          | The League                  | Julian                       | 1 episódio       |
| 2011          | Fact Checkers Unit          | Kerry                        | 1 episódio       |
| 2013          | Newsreaders                 | Micah Berkley                | 1 episódio       |
| 2013          | The Office                  | Jeb Schrute                  | 1 episódio       |
| 2013          | Key & Peele                 | Thénardier                   | 1 episódio       |
| 2013          | Trophy Wife                 | Enfermeiro Terry             | 1 episódio       |
| 2013          | The Pete Holmes Show        | Gambit / Noturno / Vega      | 2 episódios      |
| 2014-presente | Silicon Valley              | Richard Hendricks            | Elenco principal |
| 2014          | You're the Worst            | Hipster Ringleader           | 1 episódio       |
| 2014-2017     | Penn Zero: Part-Time Hero   | Penn Zero / Vozes adicionais | 61 episódios     |
| 2015          | Scheer-RL                   | Jeff Timons                  | 1 episódio       |
| 2015          | Comedy Bang! Bang!          | Tim Landers                  | 2 episódios      |
| 2015-2016     | Drunk History               | Sam Zemurray                 | 2 episódios      |
| 2016          | Great Minds with Dan Harmon | William Shakespeare          | 1 episódio       |
| 2016          | TripTank                    | Warlock / Caller             | 1 episódio       |
| 2017          | Animals.                    | Simon (voz)                  | 1 episódio       |
| 2017          | Rick and Morty              | King Tommy (voz)             | 1 episódio       |
| 2020          | B Positive                  | Drew                         | Papel principal  |

### Web
| Ano       | Título                 | Personagem                       | Nota                                      |
| --------- | ---------------------- | -------------------------------- | ----------------------------------------- |
| 2009      | Memoirs of a Manchild  | Danny Nanners                    | 3 episódios; também roteirista e produtor |
| 2010      | The Back Room          | Die Antwoord                     | 1 episódio                                |
| 2010-2013 | CollegeHumor Originals | Vários                           | 20 episódios                              |
| 2011      | Funny or Die           | Woodshed Guy                     | 1 episódio                                |
| 2011      | Matumbo Goldberg       | Lenny                            | 5 episódios                               |
| 2011-2015 | Jake and Amir          | Penis Anthony "Doobs" Doubligner | 6 episódios                               |
| 2012      | Bravest Warriors       | Professor Fartsparkles (voz)     | 1 episódio                                |
| 2013      | The Funtime Gang       | Randy the Racoon                 | 1 episódio                                |
| 2013      | The Morning After      | Dave                             | 5 episódios                               |
| 2016      | HarmonQuest            | Dildo Bogpelt                    | 1 episódio                                |